# Nazionale maschile di pallanuoto di Malta
La nazionale di pallanuoto maschile di Malta è la rappresentativa pallanuotistica di Malta in campo maschile nelle competizioni internazionali. È governata dalla Aquatic Sports Association of Malta.
Ha partecipato a due Olimpiadi ed a cinque Europei.

## Risultati
Olimpiadi
- 1928: Quarti di finale
- 1936: Primo turno

Europei
- 2016: 15º posto
- 2018: 16º posto
- 2020: 16º posto
- 2022: 14º posto
- 2024: 15º posto

## Formazioni
Giochi olimpici - Amsterdam 1928Bonavia · M. Busietta · V. Busietta · Darmanin · Magri · Nappa · Pace · Rizzo · Vella, CT: -
Giochi olimpici - Berlino 1936Frendo Azzopardi · Demicoli · Lanzon · Wismayer · Schembri · B. Podestá · Scott · W. Podestá · Chetcuti · Albanese · Parlato Trigona, CT: -